# Garry Schyman
Garry Schyman, né en 1954, est un compositeur américain, qui s'est spécialisé dans la composition pour les jeux vidéo. Il a ainsi composé la bande musicale de Destroy All Humans! 2, de BioShock, de Dante's Inferno et de Front Mission Evolved. Il s'est également fait connaître en 2008 et 2012 en composant les musiques des vidéos YouTube Where the hell is Matt? de Matt Harding : Where the hell is Matt? 2008 et Where the hell is Matt? 2012. La chanson de Where the hell is Matt? 2008, Praan a gagné en 2008 l'Hollywood Music award de la meilleure musique de vidéo, cette dernière a d'ailleurs été vu environ 43 millions de fois (juin 2012). La chanson de Where the hell is Matt? 2012, s'intitule Trip the light, elle est interprétée par Alicia Lemke et cette dernière ainsi que Matt Harding lui-même ont participé à l'écriture des paroles. 

## Famille
Schyman vit avec sa femme Lisa Schyman et leur fils Ethan à Los Angeles.

## Discographie

### Télévision
- Magnum (1980)
- Father Murphy (1981)
- Ralph Super-héros (1981)
- Jake Cutter (1982)
- This Is the Life (1983)
- L'Agence tous risques (1983)
- Yeshua (1984)
- Rags to Riches (1987)
- The Great Gondoli  (1987)
- Buck James (1987)
- Assassin (1989)
- The First Valentine (1989)
- Waiting for the Wind (1990)
- Treasure of Lost Creek (1992)
- Revenge of the Nerds III: The Next Generation (1992)
- Trade Winds (1993)
- Day of Reckoning (1994)
- Revenge of the Nerds IV: Nerds in Love (1994)
- Mortal Fear (1994)
- Land's End (1995)
- Deadly Invasion: The Killer Bee Nightmare (1995)
- Virus (1996)
- Terminal (1996)
- Tornado! (1996)
- NightScream (1997)
- The Napoleon Murder Mystery (2000)
- Ringling Bros. Revealed: The Greatest Show on Earth (2003)

### Films
- Stargrove et Danja, agents exécutifs (1986)
- Penitentiary III (1987)
- The Magic Boy's Easter (1989)
- Hit List (1989)
- Horseplayer (1990)
- The Last Hour (1991)
- Judgement (1992)
- Lost In Africa (1994)
- Spooky House (2000)
- Race for the Poles (2000)

### Jeux vidéo
- Voyeur (1993)
- Off-World Interceptor (1994)
- Voyeur II (1996)
- Destroy All Humans! (2005)
- Full Spectrum Warrior: Ten Hammers (2006)
- Destroy All Humans! 2 (2006)
- BioShock (2007)
- Destroy All Humans! En route vers Paname ! (2008)
- Resistance: Retribution (2009)
- Dante's Inferno (2010)
- BioShock 2 (2010)
- Front Mission Evolved (2010)
- The Bureau: XCOM Declassified (2013)
- BioShock Infinite (2013)
- La Terre du Milieu : L'Ombre du Mordor (2014)
- La Terre du Milieu : L'Ombre de la guerre (2017)
- Torn (2018)
- Guild Wars 2 (2019)
- Metamorphosis (2020)
- Forspoken (2023)